# Лa Шапел о Шас
Лa Шапел о Шас (фр. La Chapelle-aux-Chasses) насеље је и општина у централној Француској у региону Оверња, у департману Алије која припада префектури Мулен.
По подацима из 2011. године у општини је живело 211 становника, а густина насељености је износила 8,13 становника/km². Општина се простире на површини од 25,96 km². Налази се на средњој надморској висини од 227 метара (максималној 251 m, а минималној 207 m).

## Демографија
| 1962. | 1968. | 1975. | 1982. | 1990. | 1999. | 2011. |
| ----- | ----- | ----- | ----- | ----- | ----- | ----- |
| 293   | 342   | 295   | 266   | 250   | 216   | 211   |

График промене броја становника у току последњих година